# Contrats publics
 (octobre 2015).
Si vous disposez d'ouvrages ou d'articles de référence ou si vous connaissez des sites web de qualité traitant du thème abordé ici, merci de compléter l'article en donnant les références utiles à sa vérifiabilité et en les liant à la section « Notes et références ».
Contrats publics - Actualités MoniteurJuris est une revue mensuelle publiée par le Groupe Moniteur, consacrée au droit et à la pratique des contrats publics : marchés publics, conventions de délégation de service public, contrats de partenariat, conventions d'occupation du domaine public, etc. 
Créée en 2001, Contrats publics est une revue scientifique à comité de lecture dont voici la composition : Claudie Boiteau, professeure agrégée de droit public à l'Université Paris-Dauphine ; Mireille Berbari, avocate au barreau de Paris ; Nicolas Charrel, avocat au barreau de Montpellier ; Michel Guibal, professeur agrégé de droit public à l'Université de Montpellier ; Guy Duguépéroux, président de section à la Chambre régionale des comptes du Centre et professeur associé à l'université de Poitiers ; Jean-Pierre Jouguelet, conseiller d'État ; Michaël Karpenschif, professeur à l'Université Lyon III ; Gille Le Chatelier, avocat associé ; Pierre Pintat, avocat associé ; Catherine Ribot, professeur à l'Université Montpellier I ; Laurent Richer, professeur agrégé de droit public à l'Université de Paris-I ; Patrick Sitbon, conseiller référendaire à la Cour des comptes.[réf. nécessaire]
Responsable éditorial: Richard Deau.[réf. nécessaire]
La revue propose chaque mois une veille exhaustive des textes officiels et de la jurisprudence, un dossier thématique, des articles d'analyse ainsi que des fiches pratiques. La revue Contrats publics est en général citée par les initiales : CP-ACCP (jusqu'en septembre 2013). Depuis octobre 2013, la mention abrégée de la revue est Contrats publics - Le Moniteur.